# Memphis Open 2016
Memphis Open 2016 byl tenisový turnaj mužů na profesionálním okruhu ATP World Tour, hraný v oddílu Racquet Club of Memphis na krytých dvorcích s tvrdým povrchem. Konal se mezi 8. až 14. únorem 2016 v americkém Memphisu jako čtyřicátý první ročník turnaje.
Do roku 2014 nesla událost pojmenování U.S. National Indoor Tennis Championships.
Turnaj se řadí do kategorie ATP World Tour 250 a dotace činila 693 425 amerických dolarů. Nejvýše nasazeným hráčem ve dvouhře se stal sedmý tenista světa a trojnásobný obhájce titulu Kei Nišikori z Japonska. Jako poslední přímý účastník hlavní singlové soutěži nastoupil 112. americký hráč žebříčku Ryan Harrison.
V obou soutěžích byly tituly obhájeny. Singlovou část vyhrál Kei Nišikori a čtvrtým titulem vyrovnal memphiský rekord Jimmyho Connorse. Čtyřhru opanoval polsko-mexický pár Mariusz Fyrstenberg a Santiago González.

## Rozdělení bodů a finančních odměn

### Rozdělení bodů
| Soutěž  | vítězové | finalisté | semifinalisté | čtvrtfinalisté | 16 v kole | 32 v kole | Q  | Q3 | Q2 | Q1 |
| ------- | -------- | --------- | ------------- | -------------- | --------- | --------- | -- | -- | -- | -- |
| dvouhra | 250      | 150       | 90            | 45             | 20        | 0         | 12 | 6  | 0  | 0  |
| čtyřhra | 250      | 150       | 90            | 45             | 0         |           |    |    |    |    |

### Finanční odměny
| Soutěž                              | vítězové | finalisté | semifinalisté | čtvrtfinalisté | 16 v kole | 32 v kole |
| ----------------------------------- | -------- | --------- | ------------- | -------------- | --------- | --------- |
| dvouhra                             | $109 950 | $57 910   | $31 370       | $17 875        | $10 530   | $6 240    |
| čtyřhra                             | $33 400  | $17 560   | $9 520        | $5 440         | $3 190    |           |
| částka ve čtyřhře je uvedena na pár |          |           |               |                |           |           |

## Dvouhra mužů

### Nasazení
| Stát                         | Hráč          | ATP | Nasazení |
| ---------------------------- | ------------- | --- | -------- |
| Japonsko                     | Kei Nišikori  | 7.  | 1.       |
| USA                          | Steve Johnson | 30. | 2.       |
| USA                          | Donald Young  | 48. | 3.       |
| USA                          | Sam Querrey   | 60. | 4.       |
| USA                          | Denis Kudla   | 62. | 5.       |
| Austrálie                    | Samuel Groth  | 77. | 6.       |
| Austrálie                    | John Millman  | 78. | 7.       |
| Bosna a Hercegovina          | Damir Džumhur | 79. | 8.       |
| Žebříček ATP k 1. únoru 2016 |               |     |          |

### Jiné formy účasti
Následující hráčí obdrželi divokou kartu do hlavní soutěže:
- Taylor Fritz
- Tommy Paul
- Frances Tiafoe

Následující hráči postoupili z kvalifikace:
- Jared Donaldson
- Henri Laaksonen
- Michael Mmoh
- Jošihito Nišioka

### Odhlášení
před zahájením turnaje
- Kevin Anderson → nahradil jej Austin Krajicek
- Tommy Haas → nahradil jej Luca Vanni
- Lu Jan-sun → nahradil jej Matthew Ebden

### Skrečování
- Matthew Ebden (poranění levé dolní končetiny)[1]

## Mužská čtyřhra

### Nasazení
| Stát                                                                                  | Hráč              | Stát      | Hráč         | ATP | Nasazení |
| ------------------------------------------------------------------------------------- | ----------------- | --------- | ------------ | --- | -------- |
| USA                                                                                   | Bob Bryan         | USA       | Mike Bryan   | 11. | 1.       |
| Filipíny                                                                              | Treat Conrad Huey | Bělorusko | Max Mirnyj   | 65. | 2.       |
| USA                                                                                   | Eric Butorac      | USA       | Scott Lipsky | 84. | 3.       |
| USA                                                                                   | Steve Johnson     | USA       | Sam Querrey  | 90. | 4.       |
| Žebříček ATP k 1. únoru 2016; číslo je součtem žebříčkového postavení obou členů páru |                   |           |              |     |          |

### Jiné formy účasti
Následující páry obdržely divokou kartu do hlavní soutěže:
- Taylor Fritz /  Ryan Harrison
- David O'Hare /  Joe Salisbury

## Přehled finále

### Mužská dvouhra
- Kei Nišikori vs.  Taylor Fritz, 6–4, 6–4

### Mužská čtyřhra
- Mariusz Fyrstenberg /  Santiago González vs.  Steve Johnson /  Sam Querrey, 6–4, 6–4